# Wotan (gruppo musicale)
I Wotan sono una band italiana di epic metal fondata nel 1988. Dopo due demo, hanno pubblicato nel 2004 per l'etichetta greca Eat Metal Records l'album Carmina Barbarica.

## Storia del gruppo
La band nacque nel 1988, per volere di Vanni Ceni (cantante) e Marco Gianelli (chitarrista). Ai due si uniscono Salvatore Oliveri (bassista), che aveva militato con Ceni nel gruppo classic metal degli Shiver, e, dopo due anni, Tony Portaro (batterista).
Nel 1991 i Wotan iniziarono a esibirsi dal vivo, e nel 1993 incisero il primo demo Thunderstorm, pubblicato in 500 copie. Brani di Thunderstorm furono mandati in onda anche dalle radio della Rai (nella trasmissione Planet Rock) e da Radio Lupo Solitario. Nel 1994 il gruppo conobbe un primo scioglimento, con la defezione del batterista e del chitarrista fondatore.
Nel frattempo, la demo di Thunderstorm iniziò a circolare in Grecia, con un successo di pubblico inaspettato. Nel 1997 i Wotan tornarono a formarsi con Lorenzo Giudici (ex Thanatos nel periodo 1995-1996) alla batteria e con il nuovo chitarrista Mario Degiovanni, ex Stonehenge (1990-1993) ed ex Warhammer (1994-1995). Nel 2000 i Wotan produssero un secondo demo, Under the Sign of Odin's Crows, specialmente per i fan ellenici. Il 21 settembre 2002 i Wotan parteciparono per la seconda volta alla manifestazione Heavy Metal Assault di Atene, dedicando al loro pubblico greco il brano Thermopiles.
Nel 2004 fu pubblicato dalla greca Eat Metal il primo album Carmina Barbarica, salutato con interesse dalla critica internazionale di settore che già aveva avuto una certa notorietà all'estero e soprattutto in Germania ed in Grecia.
Nel 2006 la band entra in studio per registrare il nuovo album Epos che esce, preceduto dal singolo Vae victis, nell'aprile del 2007. Al disco collabora Ross the Boss suonando la chitarra e il pianoforte in due brani.
Nel 2011 esce l'EP Bridge to Asgard.
Attualmente la band sta lavorando al nuovo album, che si chiamerà Songs of Nibelungs e sarà un concept basato sul poema epico La canzone dei Nibelunghi.

## Formazione attuale
- Vanni Ceni - voce
- Mario Degiovanni - chitarra
- Salvatore Oliveri - basso
- Giorgio Alberti - batteria

## Ex membri
- Tony Portaro - batterista
- Marco Gianelli - chitarrista
- Lorenzo Giudici - batterista

## Discografia
Album in studio
- 2004 - Carmina Barbarica
- 2007 - Epos
- 2011 - Bridge to Asgard
- 2013 - Return to Asgard
- 2019 - The Song of the Nibelungs

Singoli
- 2006 - Vae victis

Demo
- 1993 - Thunderstorm
- 2000 - Under the Sign of Odin's Crows